# Thom Yorke
Pour les articles homonymes, voir Yorke.

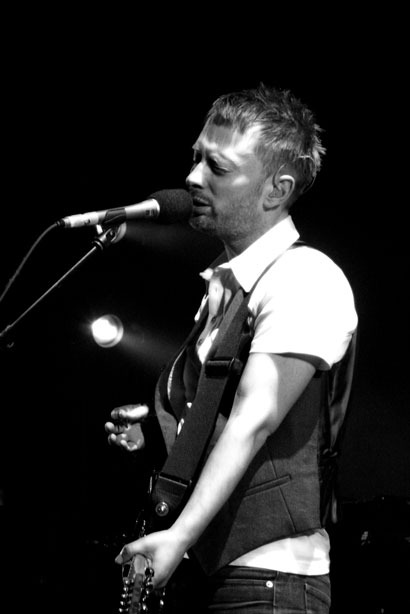
Yorke avec Radiohead en 2006.

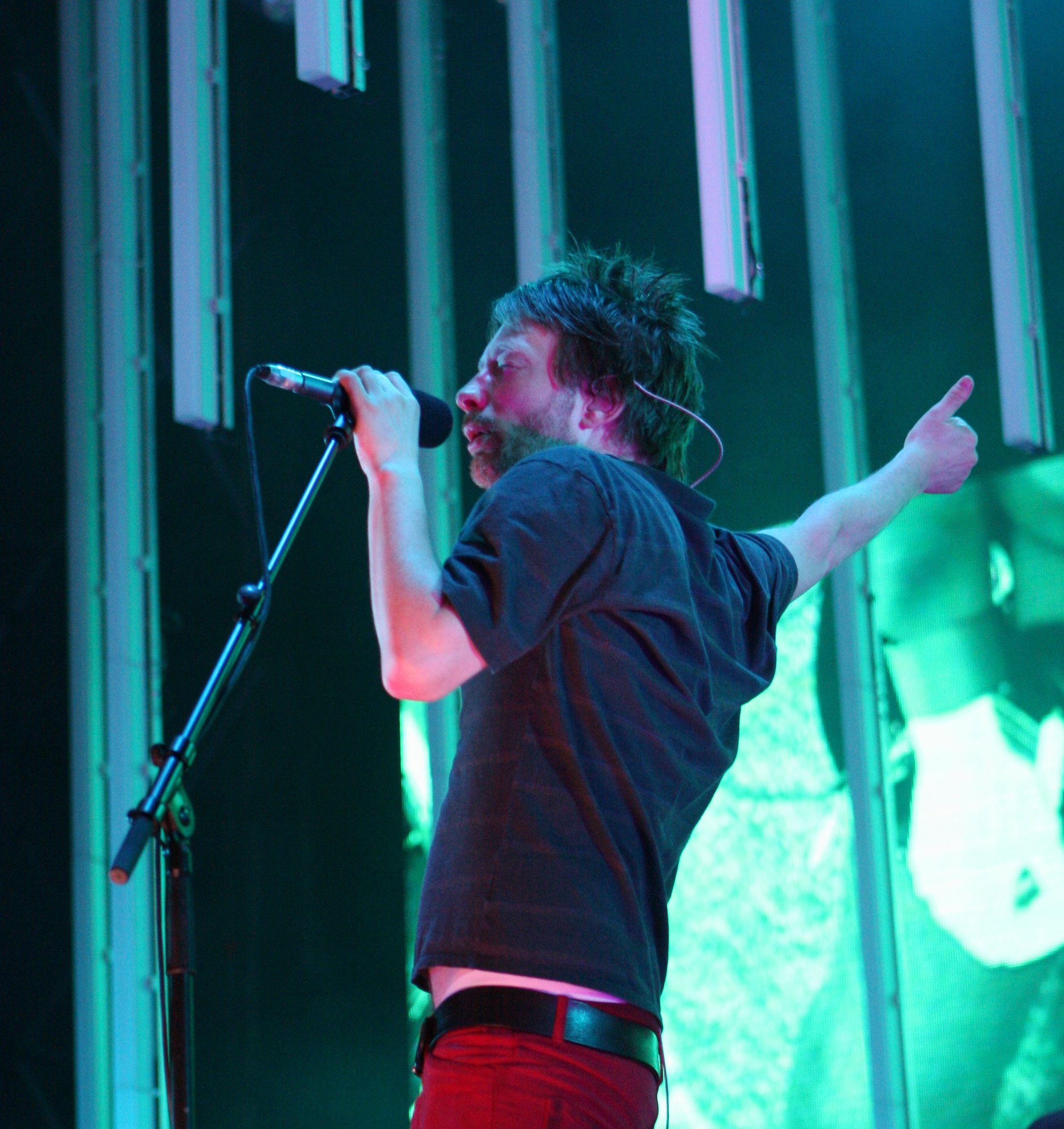
Thom Yorke en 2008.

Thomas Yorke, dit Thom Yorke, est un musicien auteur-compositeur, chanteur et guitariste britannique, né le 7 octobre 1968 à Wellingborough dans le Northamptonshire. Il est le chanteur et le principal compositeur de Radiohead, groupe fondé au milieu des années 1980 avec ses camarades du lycée d'Abingdon dans l'Oxfordshire, Colin Greenwood, Jonny Greenwood, Ed O'Brien et Phil Selway, devenu, à partir du début de sa carrière discographique en 1992, une des formations de rock les plus importantes et célébrées de son époque. Il est également, depuis 2021, chanteur du groupe The Smile, avec Jonny Greenwood de Radiohead et Tom Skinner de  Sons of Kemet.
Outre les neuf albums publiés par Radiohead de 1993 à 2016, Thom Yorke mène d'autres projets parallèles, dont trois albums solo et le supergroupe Atoms For Peace (où il collabore avec le bassiste Flea). Il est également très actif dans la lutte pour les droits de l'homme, la défense de l'environnement, et contre les guerres sous toutes leurs formes ainsi que les travers de la société moderne. Ses sensibilités transparaissent dans les textes des chansons du groupe.

## Biographie
Né avec la paupière de son œil gauche paralysée (ptosis), Thomas Edward Yorke subit cinq opérations pendant ses cinq premières années. Ses camarades de classe le surnomment « la salamandre ».
Le guitariste Brian May du groupe Queen lui donne l'envie d'être musicien. Ses parents lui font alors cadeau d'une guitare acoustique. Il commence la guitare à sept ans et rejoint son premier groupe à l'âge de onze ans alors qu'il fréquente l'école privée pour garçons d'Abingdon, où il rencontre les futurs membres du groupe Radiohead.
En octobre 1985, il voit en concert à Oxford Siouxsie and the Banshees qui l'inspirent pour devenir à son tour chanteur: il prend ce soir-là la décision d'être leader d'un groupe en regardant Siouxsie Sioux évoluer sur la scène de l'Apollo, et donner l'impression que « celle-ci lui appartient ». En 1987, il rencontre Ed O'Brien et Colin Greenwood. Le groupe, nommé "On a Friday", car le vendredi était pour eux le seul jour possible pour leurs répétitions, est ensuite complété par le batteur Phil Selway, accompagné par le frère cadet de Colin, Jonny Greenwood.
Yorke intègre ensuite l'université d'Exeter. Les membres continuent à répéter alors qu'ils sont dispersés dans des universités différentes. À cette époque, Yorke joue dans le groupe Headless Chickens et travaille dans un hôpital psychiatrique.
Il rencontre à Exeter Stanley Donwood qui collaborera avec Radiohead par la suite.

### Radiohead
En 1991, le groupe se retrouve à Oxford et prend le nom de Radiohead, du nom d'une chanson des Talking Heads, à la suite de leur signature sur EMI.
Thom Yorke est le principal compositeur du groupe et assure le chant, le piano et la guitare.
Après le succès commercial du single Creep, Radiohead devient, avec plusieurs albums complexes et ambitieux, un des groupes les plus respectés de la scène rock. Thom Yorke collabore aux pochettes du groupe sous le pseudonyme de Dr. Tchock.
Thom Yorke est très ami avec Michael Stipe de R.E.M., qui l'a aidé pendant une période de dépression entre la sortie de OK Computer et Kid A.

### Carrière solo
À la surprise de tous, tandis que le groupe Radiohead entame une tournée, Thom Yorke annonce la sortie d'un album qu'il a « écrit et interprété », même s'il dénie le qualificatif d'album solo et rassure les fans en affirmant que cet essai n'annonce pas la fin de Radiohead. Ce disque, intitulé The Eraser, qui sort le 11 juillet 2006, est produit et arrangé par Nigel Godrich, le producteur habituel du groupe.
En 2009, il fonde un nouveau groupe pour l'accompagner sur scène afin de pouvoir jouer les chansons de son album solo en live ainsi que de nouvelles chansons dont la plupart paraîtront sur l'album The King of Limbs de Radiohead. Ce nouveau groupe est composé de Thom Yorke (chant, claviers, guitare), de Flea (basse), de Nigel Godrich (claviers, guitare), de Joey Waronker (batterie) et de Mauro Refosco (percussions). En février 2010, il nomme officiellement ce groupe Atoms for Peace. En avril 2010, une mini tournée est organisée aux États-Unis, suivie d'une date au Fuji Rock Festival au Japon. Le premier album du groupe, Amok, sort le 25 février 2013.
Le 26 septembre 2014, Thom Yorke sort l'album solo Tomorrow's Modern Boxes en téléchargement via le protocole BitTorrent. Il fait une courte tournée durant l'été et l'automne 2015, accompagné sur scène par Nigel Godrich et Tarik Barri.
Son troisième album, Anima, sort le 27 juin 2019 en téléchargement et le 19 juillet en format physique. En parallèle à la sortie de l'album, un court-métrage musical du même nom réalisé par Paul Thomas Anderson est diffusé sur Netflix à partir du 27 juin. Celui-ci contient trois chansons de l'album.

### The Smile
Le 22 mai 2021, Thom Yorke annonce la création du groupe The Smile, avec Jonny Greenwood et Tom Skinner, batteur de Sons of Kemet, produit par Nigel Godrich. Leur première performance est prévue le soir même dans le cadre d'un évènement en direct sur le site du festival Glastonbury.
Le premier single du groupe, You Will Never Work In Television Again, sort le 5 janvier et dans la foulée, le groupe annonce une série de trois concerts à Londres à quelques heures d'intervalle chacun les 29 et 30 janvier 2022, diffusés en direct sur internet.
Les deux singles suivants, The Smoke et Skrting On The Surface sortent respectivement les 27 janvier et 17 mars 2022. Une tournée européenne est prévue de mai à juillet 2022.
Le 20 avril 2022, The Smile a annoncé son premier album, A Light for Attracting Attention, sorti le 13 mai 2022 en version numérique.

### Engagement politique
Yorke s'est engagé pour le commerce équitable, pour Amnesty International, CND, les Amis de la Terre, la protection animale et surtout Greenpeace, ONG qu'il soutient depuis plusieurs années.
Il a joué pour le Tibet en 1999. Le 16 décembre 2013, il signe avec Peter Gabriel, Ed O'Brien, Serj Tankian et Tjinder Singh (Cornershop), une pétition lancée le 16 décembre par Free Tibet Campaign destinée à Wu Aiying, ministre chinoise de la justice, demandant la libération de huit chanteurs tibétains emprisonnés en Chine, Lolo, Chakdor, Pema Trinley, Kalsang Yarphel et Shawo Tashi, arrêtés ou condamnés en 2013, et Ugyen Tenzin, Achok Phulsung et Choksal, emprisonnés en 2012.
En 2017, suivant l'appel de plusieurs personnalités, dont Roger Waters de Pink Floyd, Thurston Moore de Sonic Youth, le réalisateur Ken Loach et l'archevêque anglican et militant des droits de l'homme Desmond Tutu demandant à Radiohead de boycotter Israël tandis que le groupe s'apprête à jouer à Tel Aviv, Thom Yorke exprime son désaccord avec le boycott d'Israël, arguant que se produire en Israël n'implique pas de soutenir la politique de Benyamin Netanyahou, qu'il condamne. Il compare la situation avec celle des États-Unis présidés par Donald Trump,,.

### Vie privée
Thom Yorke vit à Oxford, il est père de deux enfants nés de sa relation avec Rachel Owen (en) : un fils, Noah, né en 2001, et une fille Agnes, née en 2004.
Après 23 ans de vie commune, le couple annonce sa séparation en août 2015. Cette séparation l'aurait inspiré dans l'écriture de l'album A Moon Shaped Pool. Rachel Owen meurt d'un cancer le 18 décembre 2016.
Il est marié à l'actrice italienne Dajana Roncione (it). Ils apparaissent publiquement ensemble pour la première fois en février 2017. Ils se marient en septembre 2020 en Sicile.
Il est un musicien synesthète notes-couleurs.

## Discographie

### En solo

#### Albums studio
- The Eraser (11 juillet 2006)
- Tomorrow's Modern Boxes (26 septembre 2014)
- Anima (19 juillet 2019)

#### EP
- Spitting Feathers (27 novembre 2006)
- Feeling Pulled Apart By Horses (21 septembre 2009)

#### Musique de films
- Suspiria (Music for the Luca Guadagnino Film) (26 octobre 2018)
- Confidenza (2024)

### Avec Atoms for Peace
Album
- Amok (25 février 2013)

### Avec The Smile

#### Singles
- You Will Never Work In Television Again
- The Smoke
- Skrting on the Surface
- Pana-vision
- Free in the Knowledge
- Thin Thing

#### Albums
- A Light for Attracting Attention (2022)
- Wall of Eyes (2024)
- Cutouts (2024)

### Collaborations
Il a participé à des projets artistiques pour PJ Harvey, Björk, Drugstore ou Beck.
- 1998 : Rabbit in Your Headlights sur l'album Psyence Fiction du groupe UNKLE de James Lavelle avec DJ Shadow.
- 1998 : El President sur l'album White Magic for Lovers du groupe Drugstore.
- 2000 : This Mess We're In sur l'album Stories from the City, Stories from the Sea de PJ Harvey.
- 2000 : I've Seen It All sur l'album Selmasongs de Björk (bande originale du film Dancer in the Dark).
- 2005 : Reprise de Wish You Were Here des Pink Floyd avec Sparklehorse sur la bande originale du film Les Seigneurs de Dogtown (il a enregistré sa partie au téléphone alors qu'il était dans un hôtel).
- 2007 : The white flash de l'album Happy Birthday! de Modeselektor.
- 2008 : Náttúra, single de Björk.
- 2009 : Hearing Damage sur la BO The Twilight Saga : New moon
- 2010 : ...And the World Laughs with You sur l'album Cosmogramma de Flying Lotus.
- 2010 : Remix du titre de Liars : Proud Evolution (Thom Yorke 500QD Remix) sur la version de luxe de l'album Sisterworld.
- 2011 : Ego / Mirror avec Four Tet et Burial.
- 2011 : Shipwreck et This de l'album Monkeytown de Modeselektor.
- 2012 : Electric Candyman sur l'album Until The Quiet Comes de Flying Lotus.
- 2012 : Hold On (Sisi Bak Bak Remix) - Remix du titre de SBTRKT.
- 2016 : Beautiful People sur l'album Under The Sun de Mark Pritchard
- 2020 : Her Revolution / His Rope avec Four Tet et Burial.
- 2023 : Medicine sur l'album Sus Dog de Clark
- 2025 : l'album Tall Tales avec Mark Pritchard

Il a formé le groupe The Venus in Furs avec le membre de Radiohead Jonny Greenwood ainsi que Bernard Butler, Andy Mackay et Paul Kimble. Ils ont enregistré cinq titres pour le film Velvet Goldmine de Todd Haynes.
Thom Yorke est crédité en tant que producteur exécutif sur l'album Sus Dog de Clark, sorti en 2023.